# Albert Maxime Pouchet
Albert Maxime Pouchet ( 1880 - 1965 ) fue un médico, y micólogo francés. Se introdujo muy fuertemente en la disputa científica en contra de Pasteur por sus inconmovibles argumentos negativos acerca de la teoría de la generación espontánea, en la que Pouchet creía

## Algunas publicaciones

### Libros
- 1927. Monographie des Myxomycètes de France. 71 pp.

- La abreviatura «A.Pouchet» se emplea para indicar a Albert Maxime Pouchet como autoridad en la descripción y clasificación científica de los vegetales.[2]